# Ulrik Neumann

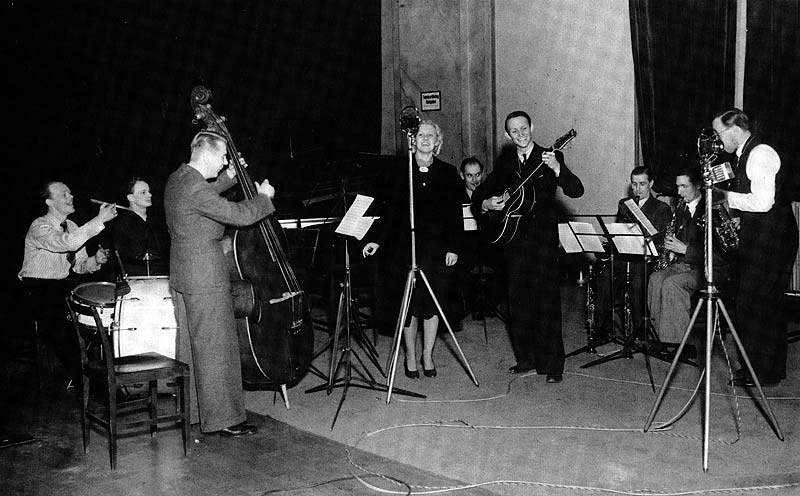
De izq. a der.: Sture Åberg, Sune Östling, Gösta Månsson, Gerda Neumann, Herbert Welander, Ulrik Neumann, Rudolf Eriksson, Harry Eriksson y Charles Redland

Ulrik Neumann (23 de octubre de 1918 - 28 de junio de 1994) fue un guitarrista, compositor, cantante y actor de nacionalidad danesa. 

## Biografía
Su nombre completo era Hans Ulrik Neumann, y nació en Copenhague, Dinamarca. Neumann debutó junto a su hermana Gerda Neumann en 1933, desarrollando una carrera internacional en las décadas de 1930 y 1940. Fue durante la Segunda Guerra Mundial cuando inició su actividad como actor de revista en su ciudad natal. 
En 1935 había iniciado una colaboración artística con Svend Asmussen, actuando en Suecia, en el Parque Gröna Lund, en 1941. Tras fallecer su hermana en 1947 en el accidente aéreo en el que también murió Gustavo Adolfo de Suecia, Neumann reanudó su cooperación con Asmussen.
La pareja Neumann-Asmussen se convirtió en el trío Swe-Danes al sumarse Alice Babs en el año 1958. El grupo viajó en giras por Europa y Estados Unidos hasta 1961, tras lo cual se disolvió, aunque Neumann y Asmussen continuaron juntos como dúo. Más tarde, Neumann y sus hijos, Ulla y Mikael, formaron el trío “3 x Neumann”. 
Sus hijos nacieron fruto de su matrimonio con Stina Sorbon. Ulrik Neumann falleció en Malmö, Suecia, en el año 1994.

## Filmografía (selección)

### Banda sonora
- 1949 : Lattjo med Boccaccio
- 1951 : Spöke på semester
- 1953 : Resan till dej
- 1955 : Kærlighed på kredit
- 1956 : Kärlek i det blå
- 1958 : Musik ombord
- 1959 : Ballade på Bullerborg
- 1962 : Vaxdockan

### Actor
- 1940 : En ganske almindelig pige
- 1941 : En mand af betydning
- 1943 : Ebberød Bank
- 1943 : Op med humøret
- 1944 : Rejsefeber
- 1944 : Det kære København
- 1945 : Musik i haven
- 1945 : Otte hundrede akkorder
- 1947 : Når katten er ude
- 1949 : Lattjo med Boccaccio
- 1950 : Op og ned langs kysten
- 1952 : Drömsemester
- 1953 : Ny og sørgelig vise
- 1956 : Kärlek i det blå
- 1958 : Musik ombord
- 1958 : Seksdagesløbet
- 1959 : Det svänger på slottet
- 1959 : Ballade på Bullerborg
- 1965 : Melodin som kom bort
- 1966 : Der var engang

## Teatro
- 1956 : Stig Lommers sommarrevy 1956, de Stig Lommer, dirección de Stig Lommer, Idéonteatern

## Discografía
- For Ulrik. New Man Music. MN-CD 0010. 2011. - Composiciones de Neumann interpretadas a la guitarra por Christer Karlberg, Mikael Neumann y Tobias Neumann